# Faennis
Faennis (en grec antic: Φαεννίς) va ser una profetessa citada per Pausànias, que diu que era la filla d'un rei dels càons, a l'Èpir, nascuda a principis del regnat d'Antíoc I, poc després de què Demetri Poliorceta fos capturat per Lisímac de Tràcia.
Pausànias afegeix que molt abans de tingués lloc, Faennis va profetitzar que els gàlates, que havien envaït l'Àsia Menor el 279 aC, serien vençuts per Àtal II de Pèrgam, el 189 aC.
Més tard, ja a inicis del segle vi, l'historiador Zòsim, atribueix a Faennis un oracle que havia donat quan estava en trànsit, (moment crític). Segons aquest historiador, Nicomedes II, rei de Bitínia, fill de Prúsies II, que havia arribat al tron després de matar al seu pare, ja havia interpretat un altre oracle de Faennis, que profetitzava el perill dels gàlates. Nicomedes els havia acollit i es va aliar amb ells, i els gàlates més tard el van trair, segons la profecia. Però Zòsim s'erra, ja que va ser Nicomedes I el que va succeir al seu pare Prúsies II cap a l'any 280 aC, i va prendre al seu servei els gàlates, probablement davant de les amenaces d'Antíoc I.
Alguns autors contemporanis creuen que aquest oracle, que acaba advertint als habitants de Bizanci del possible atac dels gàlates, és una invenció tardana que anuncia la prosperitat de Constantinoble, i una arma contra els cristians, que creien en la fortuna divina de la ciutat. Joan Tzetzes recull uns fragments d'aquest oracle, que atribueix a una Faenno, de l'Èpir.